# Lumbricillus horridus
Lumbricillus horridus är en ringmaskart som beskrevs av Finogenova 1988. Lumbricillus horridus ingår i släktet Lumbricillus och familjen småringmaskar. Inga underarter finns listade i Catalogue of Life.